# Kapzwergkauz
Der Kapzwergkauz (Glaucidium capense, Syn.: Taenioglaux capense), auch Kap-Sperlingskauz oder kurz Kapkauz, ist eine in Afrika heimische Eule aus der Familie der eigentlichen Eulen.

## Merkmale
Der Kapzwergkauz ist mit 20 cm ein kleiner Kauz ohne Ohrbüschel. Die weiblichen Tiere sind gewöhnlich größer als ihre männlichen Artgenossen, anhand des Federkleides unterscheiden sie sich jedoch nicht. Lebensraum des Kauzes sind hohes Wald- und Buschland meist in Gewässernähe. Das überwiegend dämmerungs- und nachtaktive Tier ernährt sich von Insekten, Eidechsen und kleinen Schlangen, seltener werden auch kleinere Nagetiere oder Vögel erbeutet.

## Verbreitung
Sein Verbreitungsgebiet erstreckt sich über die Staaten Angola, Botswana, Demokratische Republik Kongo, Malawi, Mosambik, Namibia, Sambia, Simbabwe, Südafrika und Eswatini.

## Unterarten
Es sind folgende Unterarten bekannt:
- Glaucidium capense etchecopari Érard & Roux, F, 1983 kommt in Liberia und der Elfenbeinküste vor.
- Glaucidium capense castaneum Reichenow, 1893 ist im nordöstlichen Gebiet der Demokratischen Republik Kongo und dem südwestlichen Uganda verbreitet.
- Glaucidium capense scheffleri Neumann, 1911 kommt im südlichen Somalia, im östlichen Kenia und dem nordöstlichen Tansania vor.
- Glaucidium capense ngamiense (Roberts, 1932) ist im südöstlichen Gebiet der Demokratischen Republik Kongo und dem westlichen Tansania bis Angola, Botswana und Mosambik verbreitet.
- Glaucidium capense capense (Smith, A, 1834) kommt vom südlichen Mosambik bis Südafrika vor.